# Sungai Pinang (Tambang)
Sungai Pinang is een bestuurslaag in het regentschap Kampar van de provincie Riau, Indonesië. Sungai Pinang telt 2049 inwoners (volkstelling 2010).